# Hypostomus macushi
Hypostomus macushi és una espècie de peix de la família dels loricàrids i de l'ordre dels siluriformes.

## Morfologia
Els mascles poden assolir els 14,2 cm de longitud total.

## Distribució geogràfica
Es troba a Sud-amèrica: rius fronterers entre Guaiana i el Brasil.